# سنا (روستا)
سنا (به لاتین: Cena) یک روستا در لتونی است که در شهرداری اوزونیکی واقع شده‌است. سنا ۸۰ نفر جمعیت دارد.